# Brigitte Meyer
Brigitte Meyer, née à Bienne le 1er octobre 1944, est une pianiste, concertiste et enseignante vaudoise.

## Biographie
Brigitte Meyer entre au Conservatoire de Bienne à l'âge de 6 ans, et donne son premier concert avec l'Orchestre de cette même ville alors qu'elle n'est âgée que de 11 ans. En 1962, Brigitte Meyer se rend à Lausanne, où elle entre au Conservatoire pour étudier le piano dans la classe de Denise Bidal. Elle en sort en 1965 avec un Diplôme supérieur d'exécution et d'enseignement et une Virtuosité, et se perfectionne à l'Académie de musique de Vienne auprès de Bruno Seidlhofer. Elle y obtient le Reifeprüfung et le prix Bösendörfer en 1971, avant de revenir s'établir à Lausanne. Elle est également finaliste du concours Clara Haskil à Vevey, en 1975.
Brigitte Meyer s'intéresse à un large répertoire qui va de Bach aux contemporains. Son rayonnement musical l'emmène dans les salles les plus prestigieuses du monde : outre de nombreux festivals de musique classique tels les Wiener Festwochen ou le Festival de Hakuba, elle se produit notamment, comme soliste ou accompagnée, au Musikverein de Vienne, à la Tonhalle de Zürich, à la Sala Verdi de Milan, mais aussi à Téhéran ou encore à Tokyo. Elle accompagne de nombreux orchestres en Suisse, en Europe et même au Canada, jouant sous la direction de chefs tels que Pinkas Steinberg, Horst Stein, Tibor Varga, Michel Corboz ou Jésus López Cobos. De plus, Brigitte Meyer avoue encore un attrait tout particulier pour la musique de chambre et ne refuse pas le jazz, comme en témoignent ses expériences avec le Quatuor Sine Nomine et le groupe Piano Seven. En plus de ses activités de concertiste, Brigitte Meyer enseigne le piano dans les classes professionnelles de la Haute école de musique de Lausanne (HEMU) depuis le début des années 1990. Elle anime aussi régulièrement des classes de maître à Tokyo, Téhéran, ou en Suisse.

## Sources
- « Brigitte Meyer », sur la base de données des personnalités vaudoises sur la plateforme « Patrinum » de la Bibliothèque cantonale et universitaire de Lausanne.
- « Concours de piano 1962 de la Société de pédagogie musicale », Feuille d'avis de Lausanne, 1962/05/29
- « Palmarès du Conservatoire: une haute tenue musicale », Feuille d'avis de Lausanne, 1965/07/06, p. 13
- Jaton, Henri, « La pianiste Brigitte Meyer à Renens », La tribune le matin, 1972/02/15, p. 15
- Barrelet, Alexandre, « Brigitte Meyer dialogue avec Schubert », 24 Heures, no 31, 1997/02/07, p. 56
- 200 têtes vaudoises : "Who is who?" du canton de Vaud, Winterthour, Eulach, 1991, p. 59.